# Det Humanistiske Fakultet (Karlsuniversitetet)
 For alternative betydninger, se Det Humanistiske Fakultet. (Se også artikler, som begynder med Det Humanistiske Fakultet)
Det Humanistiske Fakultet, Karlsuniversitetet er et fakultet ved Karlsuniversitetet i Prag, Tjekkiet.
Dens hovedfokus er humaniora og social og kulturel antropologi, herunder etnomusikologi.
Beliggende i Libeň, Prag 8, har fakultetet 240 fakultetsmedlemmer og omkring 2.500 studerende.

## Afdelinger
- Institut for Filosofi
- Institut for Historiske Studier
- Institut for Sprog og Litteratur
- Institut for Anvendt Samfundsvidenskab
- Institut for Psykologi og Livsvidenskab
- Institut for Social- og Kulturantropologi
- Sociologisk Institut
- Institut for Kunstteori og Kunstværker
- Postgraduate Education Office